# كريستين جيرارد
كريستين جيرارد هي رباعة كندية، ولدت في 3 يناير 1985 في إليوت لايك في كندا.

## وصلات خارجية
- كريستين جيرارد على موقع الاتحاد الدولي (الإنجليزية)
- كريستين جيرارد على موقع اللجنة الأولمبية الدولية (الإنجليزية)
- كريستين جيرارد على موقع أوليمبيديا (الإنجليزية)
- كريستين جيرارد على موقع اللجنة الأولمبية الكندية (الإنجليزية)
- كريستين جيرارد على موقع اتحاد ألعاب الكومنولث (مؤرشف) (الإنجليزية)
- كريستين جيرارد على موقع دورة ألعاب الكومنولث 2006 (مؤرشف) (الإنجليزية)